# Donald Ringe
Donald „Don“ A. Ringe (/ˈrɪndʒ/) (geboren 1954) ist ein US-amerikanischer Linguist und Indogermanist.

## Biographie
Ringe schloss sein Studium an der University of Kentucky ab und erhielt anschließend als Marshall-Stipendiat der Universität Oxford einen Master of Philosophy in Linguistik. Er promovierte 1984 in Linguistik an der Yale University bei Warren Cowgill. Von 1983 bis 1985 war er Dozent für Klassische Philologie am Bard College. Seit 1985 ist er Mitglied der Fakultät für Linguistik an der University of Pennsylvania, wo er seit 1996 als ordentlicher Professor tätig ist.
Er ist Autor zahlreicher Artikel und Bücher, vor allem zur historischen indoeuropäischen Sprachwissenschaft, insbesondere über das Altgriechische, Tocharische und über die germanischen Sprachen.

## Werke
- On the Chronology of Sound Changes in Tocharian. Volume 1: From Proto-Indo-European to Proto-Tocharian. New Haven: American Oriental Society, 1996.
- A Linguistic History of English, Band 1: From Proto-Indo-European to Proto-Germanic. 2. Ausgabe Oxford: Oxford University Press, 2017 (1. Ausgabe 2006), (mit Ann Taylor).
- A Linguistic History of English, Band 2: The Development of Old English. Oxford: Oxford University Press, 2014. 632 S., ISBN 978-0199207848.